# Ансельмо Буччі
Ансельмо Буччі  - (італ. Anselmo Bucci; 25 травня 1887, Фоссомброне, Марке — 19 листопада 1955, Монца) — італійський художник, малювальник, графік, письменник .

## Ранні роки
Народився в місті Фоссомброне. Мати - Сесіль Кьяравеллі, батько - Акіле Муціо, він був їх другим сином. Родина перебралась у містечко Чіттаделло у Венето. Ансельмо закінчив середню школу і згодом почав опановувати живопис у Венеції. У нього склалися добрі стосунки з братом Джованні, письменником,  і той підтримував його матеріально, бо сам відкрив у нього художні здібності.
Серед знайомців цього періоду — художник Умберто Боччоні, що рано помер. Він влаштувався на навчання в Академію Брера, але мешкав у місті Монца. Там приєднався до місцевих художників. 

## Паризький період
1906 року разом із приятелем і художником Леонардо Дудревіллем прибув у Париж, де працював до 1914 року. В Парижі діяльно займався графікою.  Він встиг навіть ще 1914 року отримати срібну медаль за графічні твори.
Французькі художники трохи схиблені на арабських країнах. Він також піддався цим впливам і відвідав Алжир та острів Сардинію. Навіть перебування в Парижі, де в той час панували руйнівні тенденції в живопису, мало відбилися на художній продукції Буччі. Але він відійшов також і від настанов академізму. 
Після відвідин Алжиру його палітра помітно висвітлилась. Брав участь у паризьких виставках. Початок Першої світової війни 1914 р. примусив його покинути Францію. Він пішов волонтером і служив у військовому батальйоні велосипедистів. Військові події помітно вплинули на творчість Ансельмо Буччі, тому від військового періоду залишилось чимало картин. 
По закінченні війни він повернувся до цивільного життя і брав участь унизці різних виставок. Виборов якусь популярність і 1920 року його запросили дати картини на Бієннале у Венеції.

## Ансельмо Буччі і новеченто
Початок художній групі Новеченто у 1922 р. поклали сім художників, власник міланської галереї Ліно Пезаро та журналістка  Маргеріта Сарфаті. В італійській художній практиці розпочалася втома від франко-іспанського авангардизму і розпочався поворот до витоків італійського мистецтва. Митці декларували повернення до точності форми, математичної гармонії, певного рівня виконання творів і професійності, майстерності. Всі ці пошуки відбилися навіть в назвах статей та декларацій, у закликах «до порядку» (Джорджо де Кіріко «Повернення до ремесла», Джино Северіні «Від кубізму до класицизму»). Зробити це повернення «до порядку» і намагалися фундатори нового творчого об'єднання. Найбільш радикально була налаштована Маргеріта Сарфаті, що закликала до авторитарності і співпраці з фашиським урядом, бо сама була на той період близькою до Беніто Муссоліні. Але група не виробила ні чіткої власної позиції, ні власного маніфесту, не мала і власного історіографа.
В нове угруповання міланських художників були рекрутовані доволі різні митці. Ансельмо Буччі працював у стилі символізму, Маруссіг борсався у німецьких та французьких впливах, спрощеннями в живопису  захоплювався Джино Северіні. Все це розмаїття заклало у підмурки групи бомбу уповільненої дії. Назву для неї запропонував Ансельмо Буччі «новеченто», що відсилало думки до уславлених італійських періодів мистецтва типу кватроченто, сейченто. Цікаво, що самі художники не були налаштовані радикально, але співпраця з фашиським урядом розпочалася. Беніто Муссоліні закликав створити нове фашиське мистецтво таке ж значуще, як мистецтво італійського відродження (не менше). На короткий період новеченто отримало урядову підтримку і було оголошено офіційним державним мистецтвом. 
Однак назріли суворі політичні зміни, бо 1926 р. відбувся четвертий замах на життя Муссоліні. Запрацювала жорстока цензура і так звані «надзвичайні закони», посилили нагляд за опозиціонерами, ввели в дію служби безпеки. Тиск на італійське мистецтво посилився і народилося тоталітане мистецтво Італії на кшталт нациської Німеччини та комуністичного СРСР з його соціалістичним реалізмом та міфічною єдністю «уряду і народу».
Первісний склад групи новеченто встиг провести свої перші виставки і вже 1926 року почався її розпад. Серед тих, хто покинув групу новеченто був і Ансельмо Буччі.
Товариство вирішили врятувати закликом до майстрів, що вже вибороли славу. До нього прийшли настільки різні особистості, що товариство отримало назву «Новеченто італьяно».  Але тривалістю не відрізнялося і воно та остаточно розпалося 1943 року. Більшість майстрів новеченто пережила і роки існування руху, і роки війни, і змінило власні уподобання та стилістику. 

## В роки другої світової війни
1943 року припинило існування об'єднання Новеченто італьяно. Йому 56 і він зосереджений на проблемі виживання та творчості.
1943 року під час бомбардування Мілана була поруйнована і його художня майстерня. Ансельмо Буччі вимушено перебрався у місто Монца, де був будинок його батька. Розпочався останній період його життя.

## Смерть
Помер у місті Монца і похований на місцевому кладовищі.

## Галерея

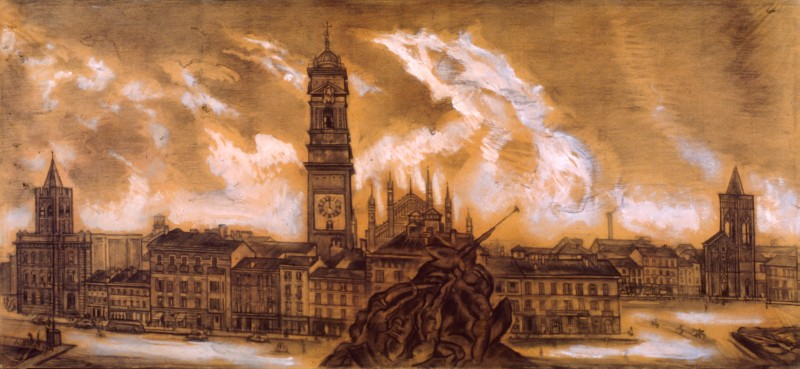
Ансельмо Буччі. «Місто Монца», папір, художнє вугілля, 1951

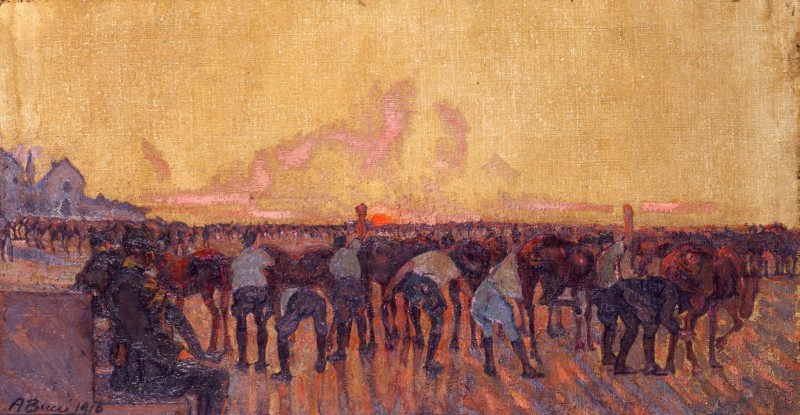
Ансельмо Буччі. «Виховання коней», 1916.
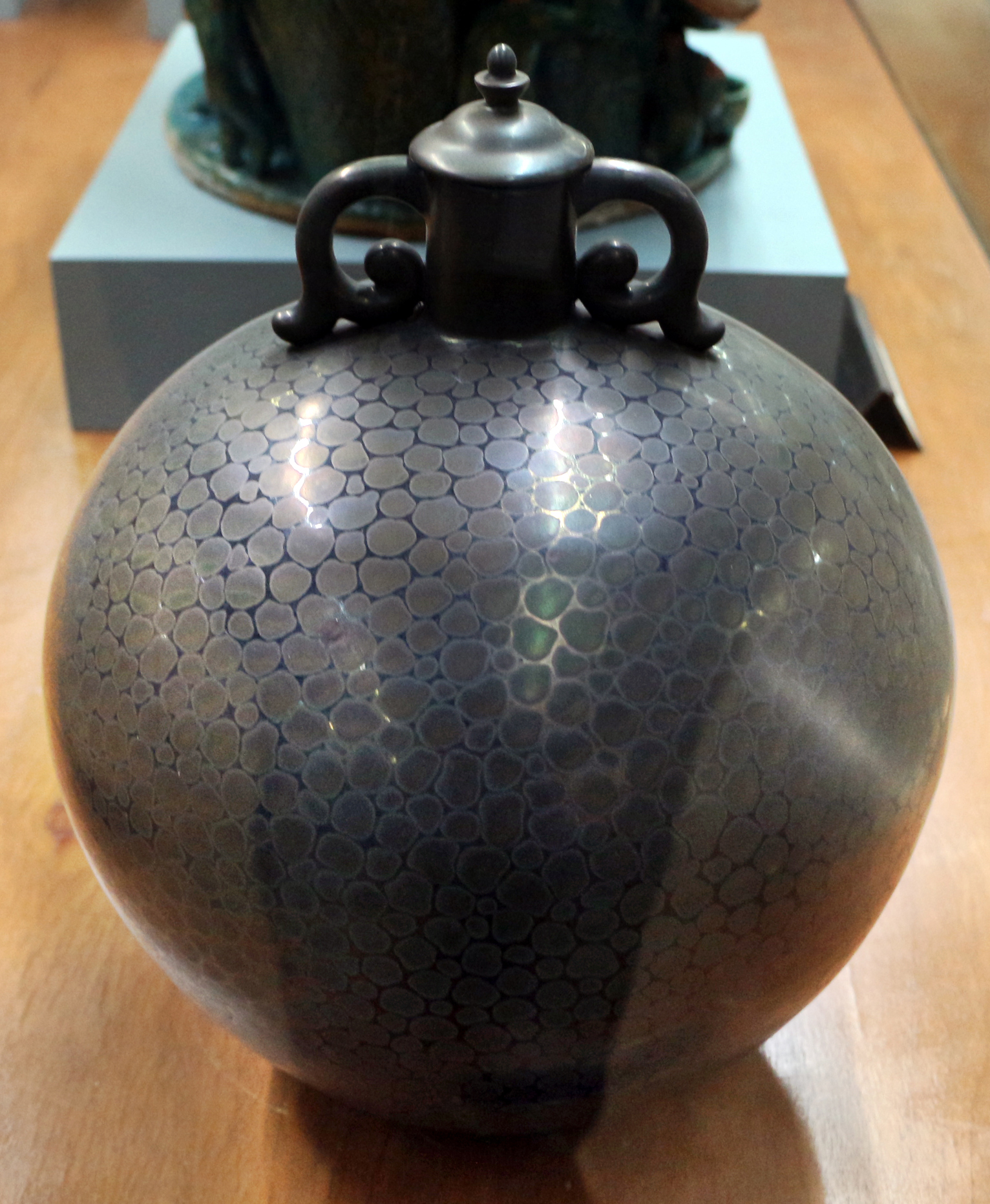
Ансельмо Буччі. Керамічна ваза з поливами та люстром. Фаєнца, 1936
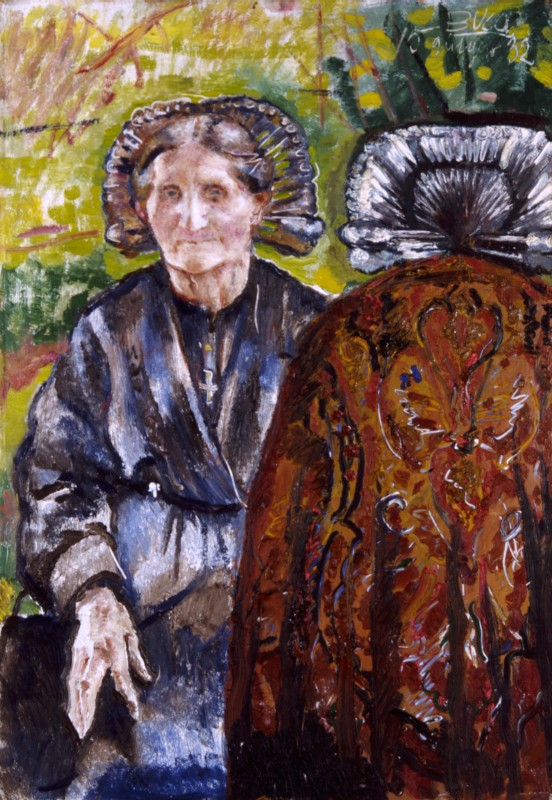
Ансельмо Буччі. «Сестри з Бріанци», 1932.

## Обрані твори
- «Портрет Маріо Буджеллі» (графік, критик), 1906
- «Портрет мадам Норе», 1909
- «Родина біля багаття», символізм
- «Пьяцца дель Меркато, Монца», 1911
- «Бульвар Османа», 1911
- «Субота в селі», 1914
- «Стара зелена шафа», 1914
- «Виховання коней», 1916
- «В'язень кроат», 1916
- «Автопортрет», 1916
- «На балконі», 1916
- «Сан Марко», 1918
- «Поховання анархіста», 1919
- «Мала вдова», 1919
- «Закохані», 1921
- Мексиканський кактус в горщику«», 1921
- «Портрет сіньйори N», 1922
- «Художники» (автопортрет з помічником), до 1924
- «Портрет сіньйори Рапуцці Гуельта», до 1928
- «Автопортрет», 1931
- «Церква Св. Якоба, Прага», 1931
- «Сорбона, Париж», 1932
- «Лола», 1932